# Pleocoma trifoliata
Pleocoma trifoliata är en skalbaggsart som beskrevs av Linsley 1938. Pleocoma trifoliata ingår i släktet Pleocoma och familjen Pleocomidae. Inga underarter finns listade i Catalogue of Life.